# Darmabala
Darmabala, född 1264, död 1293, var barnbarn till den kinesiska Yuandynastins grundare Khubilai khan och den mellersta av tre söner till prins Zhenjin. Darmabala hade två söner, Külüg khan och Buyantu khan, som båda blev kejsare av Yuandynastin.